# Hipismo nos Jogos Olímpicos de Verão de 2016 - CCE por equipes
A competição do CCE por equipes do hipismo nos Jogos Olímpicos de Verão de 2016 foi realizada entre os dias 6 de agosto a 9 de agosto no Centro Olímpico de Hipismo. 

## Calendário
Horário local (UTC-3)
| Dia         | Horário | Fase                 |
| ----------- | ------- | -------------------- |
| 6 de agosto | 10:00   | Adestramento (Dia 1) |
| 7 de agosto | 10:00   | Adestramento (Dia 2) |
| 8 de agosto | 12:30   | Cross-country        |
| 9 de agosto | 10:30   | Saltos               |

## Medalhistas
|  | FRA França                                                     |  | GER Alemanha                                               |  | AUS Austrália                                       |
|  | Karim Laghouag Thibaut Vallette Mathieu Lemoine Astier Nicolas |  | Julia Krajewski Sandra Auffarth Ingrid Klimke Michael Jung |  | Shane Rose Stuart Tinney Sam Griffiths Chris Burton |

## Resultados
As competições por equipe e individuais de CCE usaram as mesmas pontuações. A disputa consistiu de um teste de adestramento, um teste de cross-country, e um teste de salto. O teste de salto teve duas rodadas, com apenas o primeiro utilizado para a competição por equipes. As pontuações finais de CCE por equipes foram a soma dos três melhores resultados individuais globais (somando os três componentes) das equipes de quatro integrantes.

### Adestramento
| CON                | Resultados individuais | Resultados individuais | Resultados individuais | Pen. equipe | Pos. |
| CON                | Ginetes                | Cavalo                 | Pen.                   | Pen. equipe | Pos. |
| ------------------ | ---------------------- | ---------------------- | ---------------------- | ----------- | ---- |
| GER Alemanha       | Ingrid Klimke          | Hale-Bob Old           | 39.50                  | 122.00      | 1    |
| GER Alemanha       | Sandra Auffarth        | Opgun Louvo            | 41.60                  | 122.00      | 1    |
| GER Alemanha       | Michael Jung           | Sam FBW                | 40.90                  | 122.00      | 1    |
| GER Alemanha       | Julia Krajewski        | Samourai du Thot       | 44.80                  | 122.00      | 1    |
| FRA França         | Mathieu Lemoine        | Bart L                 | 39.20                  | 122.20      | 2    |
| FRA França         | Thibaut Vallette       | Qing du Briot          | 41.00                  | 122.20      | 2    |
| FRA França         | Astier Nicolas         | Piaf De B'Neville      | 42.00                  | 122.20      | 2    |
| FRA França         | Karim Laghouag         | Entebbe                | 43.40                  | 122.20      | 2    |
| AUS Austrália      | Chris Burton           | Santano II             | 37.60                  | 126.40      | 3    |
| AUS Austrália      | Shane Rose             | CP Qualified           | 42.50                  | 126.40      | 3    |
| AUS Austrália      | Sam Griffiths          | Paulank Brockagh       | 46.30                  | 126.40      | 3    |
| AUS Austrália      | Stuart Tinney          | Pluto Mio              | 56.80                  | 126.40      | 3    |
| GBR Grã-Bretanha   | William Fox-Pitt       | Chilli Morning         | 37.00                  | 127.70      | 4    |
| GBR Grã-Bretanha   | Pippa Funnell          | Billy the Biz          | 43.90                  | 127.70      | 4    |
| GBR Grã-Bretanha   | Kitty King             | Ceylor L A N           | 46.80                  | 127.70      | 4    |
| GBR Grã-Bretanha   | Gemma Tattersall       | Quicklook V            | 47.20                  | 127.70      | 4    |
| IRL Irlanda        | Jonty Evans            | Cooley Rorke's Drift   | 41.80                  | 135.60      | 5    |
| IRL Irlanda        | Padraig McCarthy       | Simon Porloe           | 46.80                  | 135.60      | 5    |
| IRL Irlanda        | Clare Abbott           | Euro Prince            | 47.00                  | 135.60      | 5    |
| IRL Irlanda        | Mark Kyle              | Jemilla                | 50.40                  | 135.60      | 5    |
| NZL Nova Zelândia  | Mark Todd              | Leonidas II            | 44.00                  | 137.50      | 6    |
| NZL Nova Zelândia  | Clarke Johnstone       | Balmoral Sensation     | 46.50                  | 137.50      | 6    |
| NZL Nova Zelândia  | Tim Price              | Ringwood Sky Boy       | 47.00                  | 137.50      | 6    |
| NZL Nova Zelândia  | Jonelle Price          | Faerie Dianimo         | 49.50                  | 137.50      | 6    |
| USA Estados Unidos | Phillip Dutton         | Mighty Nice            | 43.60                  | 137.50      | 6    |
| USA Estados Unidos | Clark Montgomery       | Loughan Glen           | 46.60                  | 137.50      | 6    |
| USA Estados Unidos | Lauren Kieffer         | Veronica               | 47.30                  | 137.50      | 6    |
| USA Estados Unidos | Boyd Martin            | Blackfoot Mystery      | 47.70                  | 137.50      | 6    |
| ITA Itália         | Stefano Brecciaroli    | Apollo WD Wendi Kurt   | 41.90                  | 140.90      | 8    |
| ITA Itália         | Pietro Roman           | Barraduff              | 48.20                  | 140.90      | 8    |
| ITA Itália         | Luca Roman             | Castlewoods Jake       | 50.80                  | 140.90      | 8    |
| ITA Itália         | Arianna Schivo         | Quefira de l'Ormeau    | 55.00                  | 140.90      | 8    |
| BRA Brasil         | Ruy Fonseca            | Tom Bombadill Too      | 46.80                  | 144.10      | 9    |
| BRA Brasil         | Carlos Paro            | Summon Up the Blood    | 47.30                  | 144.10      | 9    |
| BRA Brasil         | Márcio Jorge           | Lissy Mac Wayer        | 50.00                  | 144.10      | 9    |
| BRA Brasil         | Márcio Appel           | Iberon Jmen            | 57.20                  | 144.10      | 9    |
| SWE Suécia         | Sara Algotsson Ostholt | Reality 39             | 45.40                  | 144.20      | 10   |
| SWE Suécia         | Frida Andersén         | Herta                  | 47.90                  | 144.20      | 10   |
| SWE Suécia         | Linda Algotsson        | Fairnet                | 50.90                  | 144.20      | 10   |
| SWE Suécia         | Ludvig Svennerstål     | Aspe                   | 51.00                  | 144.20      | 10   |
| NED Países Baixos  | Tim Lips               | Bayro                  | 46.00                  | 146.60      | 11   |
| NED Países Baixos  | Alice Naber-Lozeman    | Peter Parker           | 46.20                  | 146.60      | 11   |
| NED Países Baixos  | Merel Blom             | Rumor Has It           | 54.40                  | 146.60      | 11   |
| NED Países Baixos  | Theo van de Vendel     | Zidane                 | 65.70                  | 146.60      | 11   |
| CAN Canadá         | Kathryn Robinson       | Let It Bee             | 49.40                  | 150.80      | 12   |
| CAN Canadá         | Rebecca Howard         | Riddle Master          | 49.40                  | 150.80      | 12   |
| CAN Canadá         | Jessica Phoenix        | A Little Romance       | 52.00                  | 150.80      | 12   |
| CAN Canadá         | Colleen Loach          | Qorry Blue D'Argouges  | 56.50                  | 150.80      | 12   |
| RUS Rússia         | Aleksandr Markov       | Kurfürstin             | 48.90                  | 174.80      | 13   |
| RUS Rússia         | Andrey Mitin           | Gurza                  | 59.90                  | 174.80      | 13   |
| RUS Rússia         | Evgeniya Ovchinnikova  | Orion                  | 66.00                  | 174.80      | 13   |

Nota: As penalidades da equipe acima são para os três primeiros em cada equipe nesta fase e não pode coincidir com as pontuações totais finais. Os resultados finais são determinados adicionando os resultados totais dos três melhores membros da equipe no final da competição.

### Cross-country
| CON                | Resultados individuais | Resultados individuais | Resultados individuais | Resultados individuais | Pen. equipe | Pos. |
| CON                | Ginetes                | Cavalo                 | Pen. C-C               | Pen. total             | Pen. equipe | Pos. |
| ------------------ | ---------------------- | ---------------------- | ---------------------- | ---------------------- | ----------- | ---- |
| AUS Austrália      | Chris Burton           | Santano II             | 0.00                   | 37.60                  | 150.30      | 1    |
| AUS Austrália      | Sam Griffiths          | Paulank Brockagh       | 6.80                   | 53.10                  | 150.30      | 1    |
| AUS Austrália      | Stuart Tinney          | Pluto Mio              | 2.80                   | 59.60                  | 150.30      | 1    |
| AUS Austrália      | Shane Rose             | CP Qualified           | Eliminado              | 1000.00                | 150.30      | 1    |
| NZL Nova Zelândia  | Mark Todd              | Leonidas II            | 2.00                   | 46.00                  | 154.80      | 2    |
| NZL Nova Zelândia  | Clarke Johnstone       | Balmoral Sensation     | 4.80                   | 51.30                  | 154.80      | 2    |
| NZL Nova Zelândia  | Jonelle Price          | Faerie Dianimo         | 8.00                   | 57.50                  | 154.80      | 2    |
| NZL Nova Zelândia  | Tim Price              | Ringwood Sky Boy       | Eliminado              | 1000.00                | 154.80      | 2    |
| FRA França         | Astier Nicolas         | Piaf De B'Neville      | 0.00                   | 42.00                  | 161.00      | 3    |
| FRA França         | Mathieu Lemoine        | Bart L                 | 14.40                  | 53.60                  | 161.00      | 3    |
| FRA França         | Thibaut Vallette       | Qing du Briot          | 24.40                  | 65.40                  | 161.00      | 3    |
| FRA França         | Karim Laghouag         | Entebbe                | 50.40                  | 93.80                  | 161.00      | 3    |
| GER Alemanha       | Michael Jung           | Sam FBW                | 0.00                   | 40.90                  | 172.80      | 4    |
| GER Alemanha       | Ingrid Klimke          | Hale-Bob Old           | 26.00                  | 65.50                  | 172.80      | 4    |
| GER Alemanha       | Sandra Auffarth        | Opgun Louvo            | 24.80                  | 66.40                  | 172.80      | 4    |
| GER Alemanha       | Julia Krajewski        | Samourai du Thot       | Eliminado              | 1000.00                | 172.80      | 4    |
| NED Países Baixos  | Merel Blom             | Rumor Has It           | 12.00                  | 66.40                  | 238.60      | 5    |
| NED Países Baixos  | Tim Lips               | Bayro                  | 28.00                  | 74.00                  | 238.60      | 5    |
| NED Países Baixos  | Alice Naber-Lozeman    | Peter Parker           | 52.00                  | 98.20                  | 238.60      | 5    |
| NED Países Baixos  | Theo van de Vendel     | Zidane                 | Eliminado              | 1000.00                | 238.60      | 5    |
| BRA Brasil         | Carlos Paro            | Summon Up the Blood    | 4.00                   | 51.30                  | 242.90      | 6    |
| BRA Brasil         | Márcio Jorge           | Lissy Mac Wayer        | 20.00                  | 70.00                  | 242.90      | 6    |
| BRA Brasil         | Márcio Appel           | Iberon Jmen            | 64.40                  | 121.60                 | 242.90      | 6    |
| BRA Brasil         | Ruy Fonseca            | Tom Bombadill Too      | 112.00                 | 158.80                 | 242.90      | 6    |
| SWE Suécia         | Frida Andersén         | Herta                  | 9.20                   | 57.10                  | 243.10      | 7    |
| SWE Suécia         | Ludvig Svennerstål     | Aspe                   | 28.40                  | 79.40                  | 243.10      | 7    |
| SWE Suécia         | Sara Algotsson Ostholt | Reality 39             | 61.20                  | 106.60                 | 243.10      | 7    |
| SWE Suécia         | Linda Algotsson        | Fairnet                | 109.60                 | 160.50                 | 243.10      | 7    |
| GBR Grã-Bretanha   | William Fox-Pitt       | Chilli Morning         | 30.40                  | 67.40                  | 252.10      | 8    |
| GBR Grã-Bretanha   | Pippa Funnell          | Billy the Biz          | 40.40                  | 84.30                  | 252.10      | 8    |
| GBR Grã-Bretanha   | Kitty King             | Ceylor L A N           | 53.60                  | 100.40                 | 252.10      | 8    |
| GBR Grã-Bretanha   | Gemma Tattersall       | Quicklook V            | 89.60                  | 136.80                 | 252.10      | 8    |
| IRL Irlanda        | Jonty Evans            | Cooley Rorke's Drift   | 22.80                  | 64.60                  | 278.40      | 9    |
| IRL Irlanda        | Mark Kyle              | Jemilla                | 50.80                  | 101.20                 | 278.40      | 9    |
| IRL Irlanda        | Clare Abbott           | Euro Prince            | 65.60                  | 112.60                 | 278.40      | 9    |
| IRL Irlanda        | Padraig McCarthy       | Simon Porloe           | Eliminado              | 1000.00                | 278.40      | 9    |
| ITA Itália         | Pietro Roman           | Barraduff              | 20.00                  | 68.20                  | 296.00      | 10   |
| ITA Itália         | Arianna Schivo         | Quefira de l'Ormeau    | 50.40                  | 105.40                 | 296.00      | 10   |
| ITA Itália         | Luca Roman             | Castlewoods Jake       | 71.60                  | 122.40                 | 296.00      | 10   |
| ITA Itália         | Stefano Brecciaroli    | Apollo WD Wendi Kurt   | Eliminado              | 1000.00                | 296.00      | 10   |
| CAN Canadá         | Rebecca Howard         | Riddle Master          | 12.40                  | 61.80                  | 331.10      | 11   |
| CAN Canadá         | Jessica Phoenix        | A Little Romance       | 75.60                  | 127.60                 | 331.10      | 11   |
| CAN Canadá         | Colleen Loach          | Qorry Blue D'Argouges  | 85.20                  | 141.70                 | 331.10      | 11   |
| CAN Canadá         | Kathryn Robinson       | Let It Bee             | Eliminado              | 1000.00                | 331.10      | 11   |
| USA Estados Unidos | Phillip Dutton         | Mighty Nice            | 3.20                   | 46.80                  | 1097.70     | 12   |
| USA Estados Unidos | Boyd Martin            | Blackfoot Mystery      | 3.20                   | 50.90                  | 1097.70     | 12   |
| USA Estados Unidos | Lauren Kieffer         | Veronica               | Eliminado              | 1000.00                | 1097.70     | 12   |
| USA Estados Unidos | Clark Montgomery       | Loughan Glen           | Se retirou             | 1000.00                | 1097.70     | 12   |
| RUS Rússia         | Aleksandr Markov       | Kurfürstin             | Eliminado              | 1000.00                | 3000.00     | 13   |
| RUS Rússia         | Andrey Mitin           | Gurza                  | Eliminado              | 1000.00                | 3000.00     | 13   |
| RUS Rússia         | Evgeniya Ovchinnikova  | Orion                  | Se retirou             | 1000.00                | 3000.00     | 13   |

Nota: As penalidades da equipe acima indicadas são para os três primeiros em cada equipe nesta fase e podem não coincidir com as pontuações totais finais. Os resultados finais são determinados adicionando os resultados totais dos três melhores membros da equipe no final da competição.

### Saltos
Resultados finais abaixo, determinados pela combinação das três melhores pontuações globais para cada equipe.
| CON                | Resultados individuais | Resultados individuais         | Resultados individuais | Resultados individuais | Pen. equipe | Pos.              |
| CON                | Ginetes                | Cavalo                         | Pen. saltos            | Pen. total             | Pen. equipe | Pos.              |
| ------------------ | ---------------------- | ------------------------------ | ---------------------- | ---------------------- | ----------- | ----------------- |
| FRA França         | Astier Nicolas         | Piaf De B'Neville              | 0.00                   | 42.00                  | 169.00      | Medalha de ouro   |
| FRA França         | Mathieu Lemoine        | Bart L                         | 8.00                   | 61.60                  | 169.00      | Medalha de ouro   |
| FRA França         | Thibaut Vallette       | Qing du Briot                  | 0.00                   | 65.40                  | 169.00      | Medalha de ouro   |
| FRA França         | Karim Laghouag         | Entebbe                        | 1.00                   | 94.80                  | 169.00      | Medalha de ouro   |
| GER Alemanha       | Michael Jung           | Sam FBW                        | 0.00                   | 40.90                  | 172.80      | Medalha de prata  |
| GER Alemanha       | Ingrid Klimke          | Hale-Bob Old                   | 0.00                   | 65.50                  | 172.80      | Medalha de prata  |
| GER Alemanha       | Sandra Auffarth        | Opgun Louvo                    | 0.00                   | 66.40                  | 172.80      | Medalha de prata  |
| GER Alemanha       | Julia Krajewski        | Samourai du Thot               | Eliminado              | 1000.00                | 172.80      | Medalha de prata  |
| AUS Austrália      | Chris Burton           | Santano II                     | 8.00                   | 45.60                  | 175.30      | Medalha de bronze |
| AUS Austrália      | Sam Griffiths          | Paulank Brockagh               | 0.00                   | 53.10                  | 175.30      | Medalha de bronze |
| AUS Austrália      | Stuart Tinney          | Pluto Mio                      | 17.00                  | 76.60                  | 175.30      | Medalha de bronze |
| AUS Austrália      | Shane Rose             | CP Qualified                   | Eliminado              | 1000.00                | 175.30      | Medalha de bronze |
| NZL Nova Zelândia  | Clarke Johnstone       | Balmoral Sensation             | 0.00                   | 51.30                  | 178.80      | 4                 |
| NZL Nova Zelândia  | Mark Todd              | Leonidas II                    | 16.00                  | 62.00                  | 178.80      | 4                 |
| NZL Nova Zelândia  | Jonelle Price          | Faerie Dianimo                 | 8.00                   | 65.50                  | 178.80      | 4                 |
| NZL Nova Zelândia  | Tim Price              | Ringwood Sky Boy               | Eliminado              | 1000.00                | 178.80      | 4                 |
| GBR Grã-Bretanha   | William Fox-Pitt       | Chilli Morning                 | 0.00                   | 67.40                  | 252.10      | 5                 |
| GBR Grã-Bretanha   | Pippa Funnell          | Billy the Biz                  | 0.00                   | 84.30                  | 252.10      | 5                 |
| GBR Grã-Bretanha   | Kitty King             | Ceylor L A N                   | 0.00                   | 100.40                 | 252.10      | 5                 |
| GBR Grã-Bretanha   | Gemma Tattersall       | Quicklook V                    | 4.00                   | 140.80                 | 252.10      | 5                 |
| NED Países Baixos  | Merel Blom             | Rumor Has It                   | 2.00                   | 68.40                  | 252.60      | 6                 |
| NED Países Baixos  | Tim Lips               | Bayro                          | 8.00                   | 82.00                  | 252.60      | 6                 |
| NED Países Baixos  | Alice Naber-Lozeman    | Peter Parker                   | 4.00                   | 102.20                 | 252.60      | 6                 |
| NED Países Baixos  | Theo van de Vendel     | Zidane                         | Eliminado              | 1000.00                | 252.60      | 6                 |
| BRA Brasil         | Carlos Paro            | Summon Up the Blood            | 12.00                  | 63.30                  | 280.90      | 7                 |
| BRA Brasil         | Márcio Jorge           | Lissy Mac Wayer                | 10.00                  | 80.00                  | 280.90      | 7                 |
| BRA Brasil         | Márcio Appel           | Iberon Jmen                    | 16.00                  | 137.60                 | 280.90      | 7                 |
| BRA Brasil         | Ruy Fonseca            | Tom Bombadill Too              | Eliminado              | 1000.00                | 280.90      | 7                 |
| IRL Irlanda        | Jonty Evans            | Cooley Rorke's Drift           | 0.00                   | 64.60                  | 286.40      | 8                 |
| IRL Irlanda        | Mark Kyle              | Jemilla                        | 8.00                   | 109.20                 | 286.40      | 8                 |
| IRL Irlanda        | Clare Abbott           | Euro Prince                    | 0.00                   | 112.60                 | 286.40      | 8                 |
| IRL Irlanda        | Padraig McCarthy       | Simon Porloe                   | Eliminado              | 1000.00                | 286.40      | 8                 |
| ITA Itália         | Pietro Roman           | Barraduff                      | 14.00                  | 82.20                  | 330.00      | 9                 |
| ITA Itália         | Arianna Schivo         | Quefira de l'Ormeau            | 4.00                   | 109.40                 | 330.00      | 9                 |
| ITA Itália         | Luca Roman             | Castlewoods Jake               | 16.00                  | 138.40                 | 330.00      | 9                 |
| ITA Itália         | Stefano Brecciaroli    | Apollo van de Wendi Kurt Hoeve | Eliminado              | 1000.00                | 330.00      | 9                 |
| CAN Canadá         | Rebecca Howard         | Riddle Master                  | 0.00                   | 61.80                  | 339.10      | 10                |
| CAN Canadá         | Jessica Phoenix        | A Little Romance               | 4.00                   | 131.60                 | 339.10      | 10                |
| CAN Canadá         | Colleen Loach          | Qorry Blue D'Argouges          | 4.00                   | 145.70                 | 339.10      | 10                |
| CAN Canadá         | Kathryn Robinson       | Let It Bee                     | Eliminado              | 1000.00                | 339.10      | 10                |
| SWE Suécia         | Ludvig Svennerstål     | Aspe                           | 8.00                   | 87.40                  | 364.50      | 11                |
| SWE Suécia         | Sara Algotsson Ostholt | Reality 39                     | 6.00                   | 112.60                 | 364.50      | 11                |
| SWE Suécia         | Linda Algotsson        | Fairnet                        | 4.00                   | 164.50                 | 364.50      | 11                |
| SWE Suécia         | Frida Andersén         | Herta                          | Desistiu               | 1000.00                | 364.50      | 11                |
| USA Estados Unidos | Phillip Dutton         | Mighty Nice                    | 1.00                   | 47.80                  | 1106.70     | 12                |
| USA Estados Unidos | Boyd Martin            | Blackfoot Mystery              | 8.00                   | 58.90                  | 1106.70     | 12                |
| USA Estados Unidos | Lauren Kieffer         | Veronica                       | Eliminado              | 1000.00                | 1106.70     | 12                |
| USA Estados Unidos | Clark Montgomery       | Loughan Glen                   | Retirado               | 1000.00                | 1106.70     | 12                |
| RUS Rússia         | Aleksandr Markov       | Kurfürstin                     | Eliminado              | 1000.00                | 3000.00     | 13                |
| RUS Rússia         | Andrey Mitin           | Gurza                          | Eliminado              | 1000.00                | 3000.00     | 13                |
| RUS Rússia         | Evgeniya Ovchinnikova  | Orion                          | Desistiu               | 1000.00                | 3000.00     | 13                |